# Eyjafjöll
Pour l’article homonyme, voir Eyjafjöll (région).
L'Eyjafjöll est un massif volcanique dans le sud de l'Islande recouvert par une calotte glaciaire sommitale, l'Eyjafjallajökull. Par métonymie, Eyjafjallajökull désigne tout aussi bien le volcan que le glacier qui le recouvre. Seules cinq éruptions sont connues pour ce volcan, la dernière s'étant déroulée du 20 mars au 27 octobre 2010.

## Toponymie
Eyjafjöll est un terme islandais signifiant en français « les montagnes des îles ». Il est composé de eyja-, le génitif pluriel de ey qui signifie « île », et -fjöll, le pluriel de fjall qui signifie « montagne ». Les îles en question sont les îles Vestmann situées juste au sud-ouest et visibles depuis l'Eyjafjöll. Dans l'alphabet phonétique international, Eyjafjöll s'écrit [ˈɛɪjaˌfjœt͡ɬ].

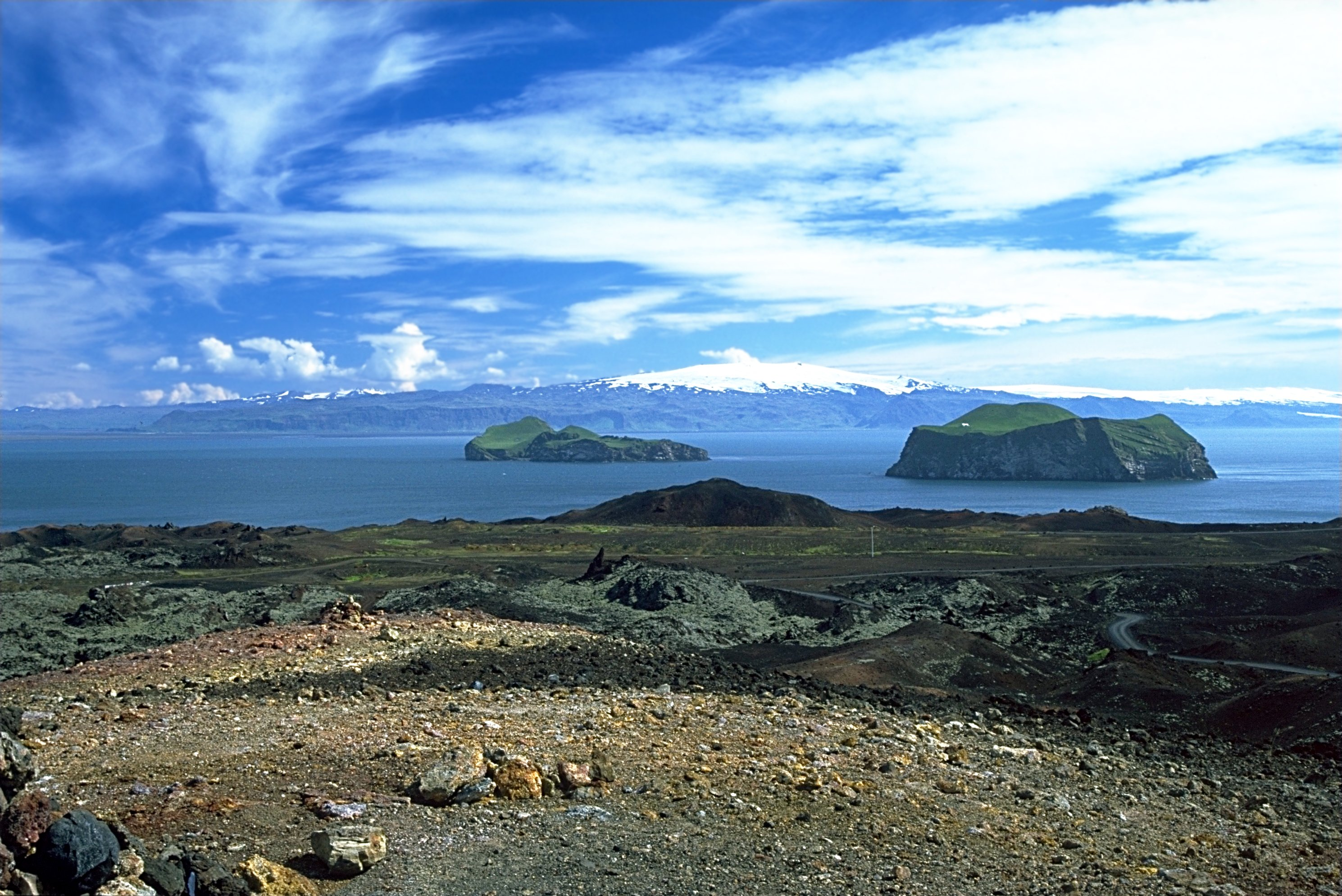
L'Eyjafjöll recouvert par l'Eyjafjallajökull vus depuis Heimaey sur les îles Vestmann.

L'Eyjafjöll est aussi appelé Eyjafjallajökull du nom de la calotte glaciaire qui le recouvre. Cet usage de nommer la montagne par le glacier situé au-dessus est très répandu en Islande, si bien que la tentative islandaise de nommer la montagne uniquement avec le toponyme « Eyjafjöll » a échoué.

## Géographie

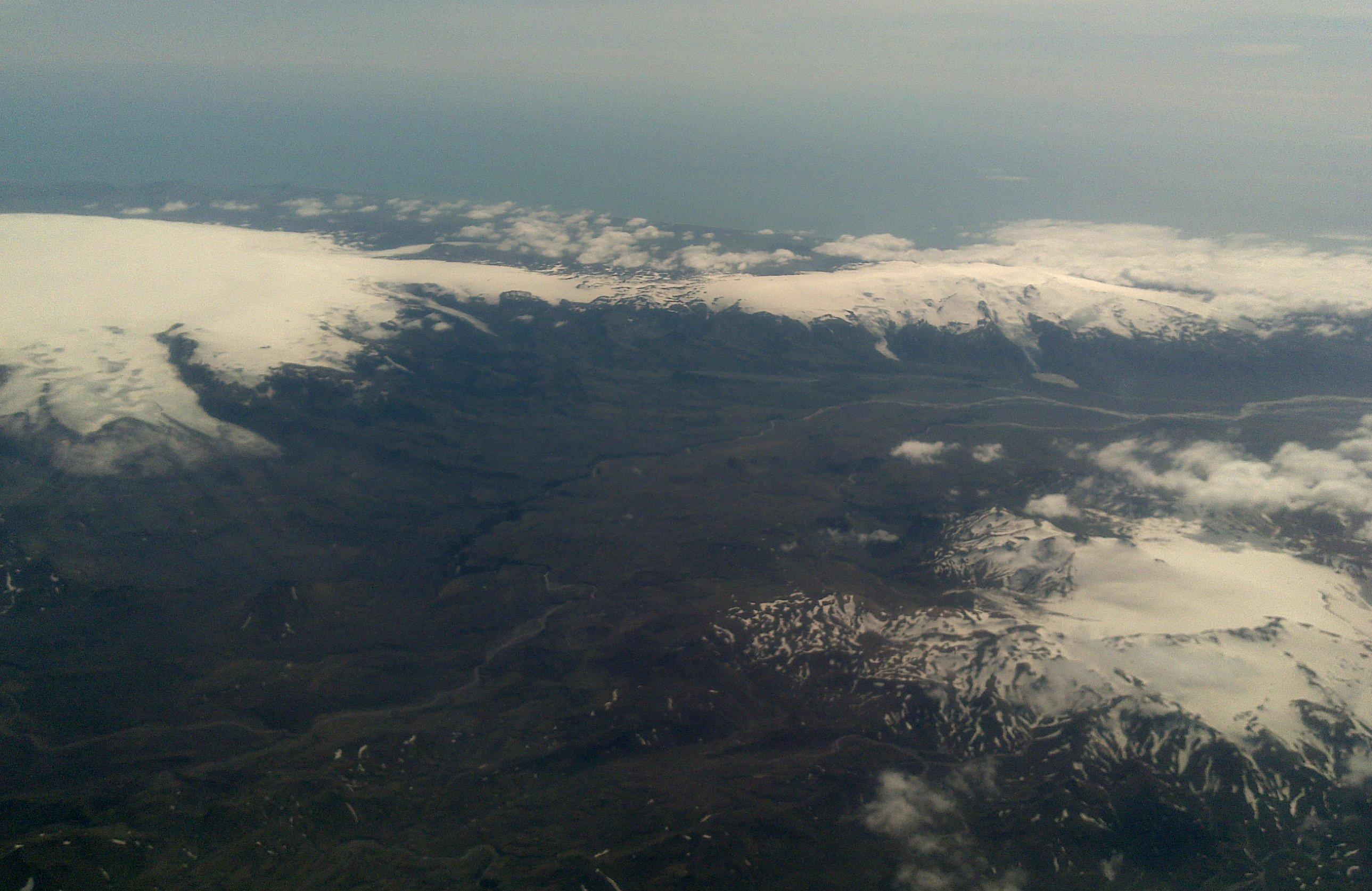
Vue aérienne d'une partie de l'Islande avec les calottes glaciaires Mýrdalsjökull (à gauche), Eyjafjallajökull (à droite) et Tindfjallajökull (en bas à droite) ainsi que l'océan Atlantique dans le lointain. Le lieu de l'éruption du 21 mars 2010 se trouve sur la ligne de crête entre le Mýrdalsjökull et l'Eyjafjallajökull.

### Localisation
L'Eyjafjöll est situé dans le sud de l'Islande, encadré au sud par l'océan Atlantique, au nord par la vallée de Þórsmörk et à l'est par la calotte glaciaire de Mýrdalsjökull recouvrant plusieurs autres volcans dont le Katla. La montagne est visible depuis l'archipel des îles Vestmann qui se trouve au sud-ouest.

### Topographie
L'Eyjafjöll culmine à 1 666 mètres d'altitude au sommet appelé ou Hámundur,. Il s'agit d'un stratovolcan érodé construit par des laves basaltiques et andésitiques. De forme allongée, orientée dans le sens est-ouest, la montagne est couronnée par une caldeira de deux kilomètres et demi de diamètre,. Une bonne partie de la montagne est recouverte d'une calotte glaciaire, l'Eyjafjallajökull, qui émet quelques langues glaciaires dans les vallées qui descendent du volcan.
La plupart des éruptions de l'Eyjafjöll sont de type fissurales et se produisent préférentiellement sur ses flancs Est et Ouest du volcan, notamment aux bouches éruptives de Hamragardahraun, Hofdahraun, Irahraun, Midskalarheidahraun, Raudahraun et Skerjahraun.
Le Skógasandur, la plaine s'étendant à ses pieds jusqu'à l'océan Atlantique, s'est construit par le dépôt successif de matériaux, notamment de hyaloclastites, charriés par des inondations provoquées par les différentes éruptions sous-glaciaires de l'Eyjafjöll et du Katla.

## Histoire

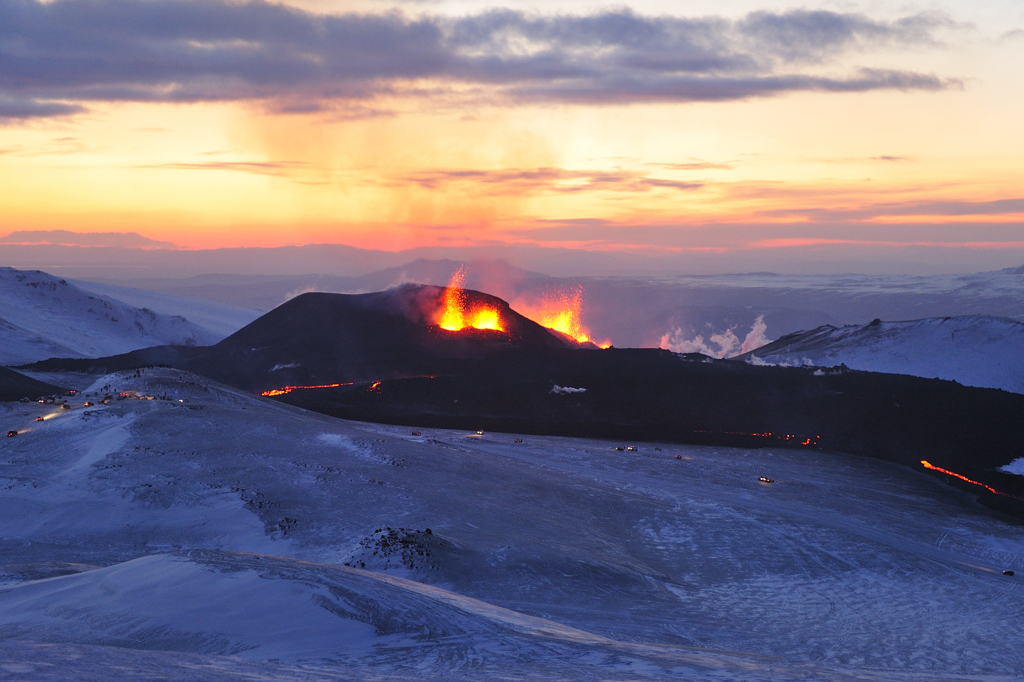
Vue des fontaines et des coulées de lave au Fimmvörðuháls le 3 avril 2010 après deux semaines d'activité volcanique.

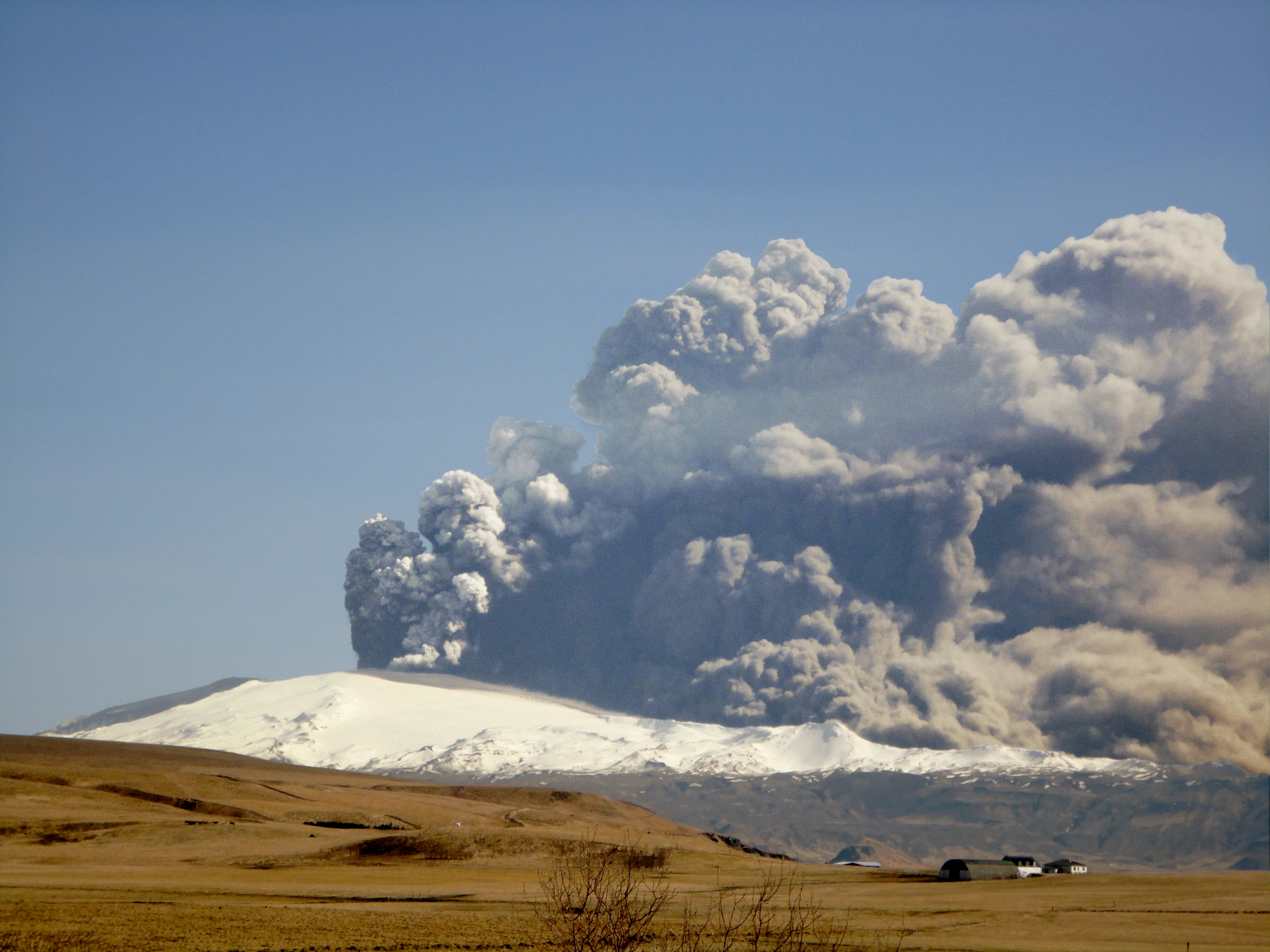
Vue du panache éruptif le 17 avril 2010 lors de l'épisode explosif sous l'Eyjafjallajökull.

Seules cinq éruptions de l'Eyjafjöll sont connues. La première se serait produite aux alentours de 550 et la seconde vers 920. La troisième s'est produite en 1612 et a émis un volume d'un million de mètres cubes de téphras par le biais d'explosions d'indice d'explosivité volcanique de 2.
La quatrième éruption se déclare le 19 décembre 1821 au sommet du volcan, sous la calotte glaciaire d'Eyjafjallajökull, sous la forme d'explosions phréatiques d'indice d'explosivité volcanique de 2. Bien que quatre millions de mètres cubes de téphras et de cendres volcaniques sont émis, l'éruption reste de faible ampleur. Quelques dégâts sont néanmoins causés avec des inondations provoquées par la fonte partielle de la calotte glaciaire et par les retombées de cendres volcaniques contenant de fortes teneurs de fluorures, qui peuvent avoir à forte dose une influence négative sur la structure osseuse des mammifères. Les environs du volcan, notamment en direction du sud et de l'ouest, sont affectés par d'importantes retombées de cendres[réf. nécessaire]. L'éruption prend fin le 1er janvier 1823 après plus d'un an d'activité.
La cinquième éruption de l'Eyjafjöll débute le 20 mars 2010 après 187 ans d'inactivité, et se termine le 27 octobre. Une première phase éruptive de type hawaïenne se déclenche au Fimmvörðuháls, le col séparant l'Eyjafjöll du Mýrdalsjökull. Des fontaines de lave donnent naissance à de petites coulées qui se dirigent vers le nord. Cette première phase éruptive cesse le 13 avril et laisse place à partir du lendemain à un deuxième épisode éruptif qui se déclenche au sommet de l'Eyjafjöll, dans la caldeira recouverte par l'Eyjafjallajökull. Là, l'éruption est sous-glaciaire et produit des explosions phréatiques qui percent la calotte glaciaire. Un important panache volcanique se forme et se dirige vers l'Europe continentale. Les cendres volcaniques qui le composent représentant un risque non négligeable pour l'aviation civile, les espaces aériens de nombreux pays européens sont fermés préventivement, entraînant des milliers d'annulations de vols et des répercussions sur le trafic aérien à l'échelle mondiale. Après une importante baisse de l'intensité de l'éruption fin avril, une activité sporadique se met en place jusqu'à la fin de l'éruption le 27 octobre 2010,. Durant les 72 premières heures, l'éruption a projeté dans l'atmosphère 80 millions de mètres cubes de cendres, soit 200 millions de tonnes, qui contiennent vraisemblablement 600 tonnes d'uranium et 1 800 de thorium, dont la radioactivité aurait un potentiel toxique du même ordre de grandeur que celui de la catastrophe nucléaire de Tchernobyl.
L'Eyjafjöll est gravi pour la première fois le 16 août 1793 par Sveinn Pálsson. Cette montée s'inscrit parmi les premières ascensions de nombreux volcans du Sud et de l'Ouest de l'Islande au cours du XVIIIe siècle.